# Elise Mehuys
Elise Mehuys (1 november 1995) is een Belgische voormalige atlete, die gespecialiseerd was in de sprint. Ze werd eenmaal Belgisch kampioene en nam eenmaal deel aan de Olympische Spelen.

## Loopbaan
Mehuys nam in 2013 op de 4 × 100 m deel aan de Europese kampioenschappen U20 in Rieti. Ze behaalde samen met de Belgische ploeg een vierde plaats in de finale. In 2020 werd ze voor het eerst Belgisch indoorkampioene op de 60 m.
In 2022 nam Mehuys met het Belgische estafetteteam op de 4 × 100 m deel aan de Europese kampioenschappen in München. Ze werd zesde in de finale. Twee jaar later nam ze op hetzelfde nummer ook deel aan de Europese kampioenschappen in Rome. Ze plaatste zich met een tijd van 42,85 s voor de finale. In die finale miste het Belgische team Delphine Nkansa door examens en haalde ze de zesde plaats. Met de tijd uit de halve finale wist het Belgische estafetteteam zich ook te plaatsen voor de Olympische Spelen in Parijs. Daar werd Mehuys samen met haar teamgenoten gediskwalificeerd in de reeksen.
In april 2025 kondigde Mehuys haar afscheid aan van de topsport.
Club
Mehuys was sinds 2005 aangesloten bij Atletiekclub Lyra en stapte daarna over naar de fusieclub Atletiekvereniging Lyra-Lierse.

## Belgische kampioenschappen
Indoor
| Onderdeel | Jaar |
| --------- | ---- |
| 60 m      | 2020 |

## Persoonlijke records
Outdoor
| Onderdeel | Prestatie | Wind     | Datum            | Plaats  |
| --------- | --------- | -------- | ---------------- | ------- |
| 100 m     | 11,41 s   | +1,7 m/s | 15 juli 2023     | Heusden |
| 200 m     | 23,50 s   | +0,2 m/s | 27 augustus 2023 | Brussel |

Indoor
| Onderdeel | Prestatie | Datum            | Plaats |
| --------- | --------- | ---------------- | ------ |
| 60 m      | 7,31 s    | 16 februari 2020 | Gent   |
| 200 m     | 24,11 s   | 23 februari 2018 | Gent   |

## Palmares

### 60 m
- 2019:  BK indoor AC – 7,46 s
- 2020:  BK indoor AC – 7,31 s
- 2022:  BK indoor AC – 7,40 s

### 100 m
- 2018:  BK AC – 12,03 s

### 200 m
- 2013:  BK indoor AC – 24,91 s
- 2018:  BK AC – 24,34 s

### 4 × 100 m
- 2013: 4e EK U20 in Rieti – 44,73 s
- 2022: 6e EK in München – 43,98 s
- 2024: 6e EK in Rome – 43,48 s
- 2024: DQ in reeks OS in Parijs